# Māris Kučinskis
Māris Kučinskis (Valmiera, 28 de novembro de 1961) é um político letão, foi primeiro-ministro da Letônia entre fevereiro de 2016 e janeiro de 2019.